# ФК Блау Вайс (Линц)
„Блау Вайс“ (на немски: FC Blau-Weiß Linz) е австрийски футболен клуб от град Линц, който дебютира в австрийската Бундеслига. Основан на 2 юли 1997 година. Домакинските си мачове играе временно на стадион „Хофман-Персонал-Щадион“, с капацитет 2 500 зрители.

## История
Футболен клуб „Блау Вайс“ е основан в Австрия на 2 юли 1997 година в резултат от сливането на една от частите (тъй като другата част се влива в ЛАСК) и Аустрия Табак (Линц).

## Стадион
Домакинските си мачове играе временно на стадион „Хофман-Персонал-Щадион“, който принадлежи на Австрийския футболен съюз, и е с капацитет за 2500 зрители. От лятото на 2023 година клубът е длъжен да играе на „Донаупаркщадион“, който ще побира 5000 зрители.

## Успехи
- Австрийска 2 лига: (2 ниво)
  -  Шампион (1): 2022/23
- Регионална лига: (3 ниво)
  -  Шампион (2): 2002/03, 2007/08
- Купа на Австрия:
  - 1/8 финалист (5): 2002/03, 2009/10, 2010/11, 2011/12, 2016/17

## Български футболисти
- Венелин Петков: 2008/09 – (28 мача - 0 гола)
- Светозар Николов: 2008/15 – (215 мача - 39 гола)